# Abierto Mexicano Telcel 2021
Giải quần vợt México Mở rộng 2021 (còn được biết đến với Abierto Mexicano Telcel presentado por HSBC vì lý do tài trợ) là một giải quần vợt chuyên nghiệp thi đấu trên mặt sân cứng ngoài trời. Đây là lần thứ 28 (nam) Giải quần vợt México Mở rộng được tổ chức, và là một phần của ATP Tour 2021.  Giải đấu diễn ra ở Acapulco, Mexico từ ngày 15 đến ngày 20 tháng 3 năm 2021, tại Princess Mundo Imperial.

## Nội dung đơn

### Hạt giống
| Quốc gia | Tay vợt               | Xếp hạng1 | Hạt giống |
| -------- | --------------------- | --------- | --------- |
| GRE      | Stefanos Tsitsipas    | 4         | 1         |
| GER      | Alexander Zverev      | 6         | 2         |
| ARG      | Diego Schwartzman     | 9         | 3         |
| CAN      | Milos Raonic          | 15        | 4         |
| BUL      | Grigor Dimitrov       | 17        | 5         |
| ITA      | Fabio Fognini         | 18        | 6         |
| CAN      | Félix Auger-Aliassime | 19        | 7         |
| NOR      | Casper Ruud           | 25        | 8         |

- 1 Bảng xếp hạng 8 tháng 3 năm 2021.

### Vận động viên khác
Đặc cách:
- Carlos Alcaraz
- Sebastian Korda
- Gerardo López Villaseñor

Bảo toàn thứ hạng:
- Kevin Anderson

Miễn đặc biệt:
- Daniel Elahi Galán

Vượt qua vòng loại:
- Tallon Griekspoor
- Stefan Kozlov
- Brandon Nakashima
- Lorenzo Musetti

Thua cuộc may mắn:
- Denis Kudla

### Rút lui
Trước giải đấu
- Kevin Anderson → thay thế bởi  Denis Kudla
- Pablo Andújar → thay thế bởi  Steve Johnson
- Cristian Garín → thay thế bởi  Salvatore Caruso
- Guido Pella → thay thế bởi  Cameron Norrie
- Sam Querrey → thay thế bởi  Feliciano López

Trong giải đấu
- Casper Ruud

### Bỏ cuộc
- Adrian Mannarino

## Nội dung đôi

### Hạt giống
| Quốc gia | Tay vợt               | Quốc gia | Tay vợt          | Xếp hạng1 | Hạt giống |
| -------- | --------------------- | -------- | ---------------- | --------- | --------- |
| ESP      | Marcel Granollers     | ARG      | Horacio Zeballos | 18        | 1         |
| GBR      | Jamie Murray          | BRA      | Bruno Soares     | 25        | 2         |
| FRA      | Pierre-Hugues Herbert | FRA      | Nicolas Mahut    | 30        | 3         |
| USA      | Rajeev Ram            | GBR      | Joe Salisbury    | 32        | 4         |

- 1 Bảng xếp hạng vào ngày 8 tháng 3 năm 2021.

### Vận động viên khác
Đặc cách:
- Marcelo Demoliner /  Santiago González
- Alexander Zverev /  Mischa Zverev

Vượt qua vòng loại:
- Luke Saville /  John-Patrick Smith

Thua cuộc may mắn:
- Dominik Koepfer /  Artem Sitak

### Rút lui
- Félix Auger-Aliassime /  Milos Raonic → thay thế bởi  Dominik Koepfer /  Artem Sitak

## Nhà vô địch

### Đơn
- Alexander Zverev đánh bại  Stefanos Tsitsipas, 6–4, 7–6(7–3)

### Đôi
- Ken Skupski /  Neal Skupski đánh bại  Marcel Granollers /  Horacio Zeballos, 7–6(7–3), 6–4